# Izpeljanka
Izpeljanke so vrsta tvorjenk, ki nastane tako, da enodelni (zloženi ali nezloženi) besedotvorni podstavi dodamo priponsko ali poponsko obrazilo (rož-ica, udariti se). Postopek tvorjenja izpeljank se imenuje izpeljevanje. Glede na to, katera sestavina skladenjske podstave (jedro ali odvisni del) se pretvarja v obrazilo, ločimo dve vrsti izpeljank: navadne in inačenjske (ali modifikacijske). Pri navadnih izpeljankah se v priponsko obrazilo pretvarja jedrni del skladenjske podstave (delati greh > grešiti), pri modifikacijskih izpeljankah pa se obrazili odvisni del skladenjske podstave (majhna hiša > hišica). Z modifikacijsko izpeljavo pogosto tvorimo pomanjševalnice, ljubkovalnice, večalnice ali slabšalnice. Izpeljanka je najpogostejša besedotvorna vrsta.

## Izpeljava samostalnikov
Samostalniške besede izpeljujemo zlasti iz:
- glagolov: prerok-0, odpir-ač, propad-0, žag-(a)nje, strel-išče, gnoj-(i)lo;

Priponsko obrazilo -ec dodajamo neposredno na soglasniško izglasje podstave (krnimo glagolsko pripono). Primer: govor-iti > govorec, bor-iti > borec. V primeru, da se podstava končuje na korenski samoglasnik, uporabljamo obrazilo -vec (pi-ti > pivec). Obrazilo -lec dodajamo glagolski osnovi, ki se končuje na samoglasnik, npr. kop-(a)lec, mor-(i)lec; razen v primeru, ko imamo pred glagolsko pripono -l ali -lj, tedaj predlaga obrazilo -vec, npr. vol-(i)vec, razstavlj-(a)vec, mol-(i)vec.   Določena priponska obrazila niso stilno nevtralna (npr. govor-un, liz-un, godrnj-avs, liz-avt, klepet-ulja, namig-uša).
- pridevniških besed: elegik-0, bel-ič, grd-oba, smern-ica, cvetličn-(j)ak, jabolčn-ik;
- samostalniških besed: čebel-ar, Sloven-ec, gimnazij-ec, stil-izem, alkohol-izem, (tudi modifikacijske izpeljanke: volk-ulja[Opomba 2]  , tovariš-ija, možak-ar, kozl-ič, bik-ec, čevelj-c, pob-ič, kmet-avs).

Toporišič omenja tudi izpeljavo samostalnika iz predložnih zvez (čez-ocean-ka, brez-dom-ec, ob-rob-je). Ada Vidovič Muha, ki izhaja iz skladenjskega besedotvorja, takšne tvorjenke imenuje tvorjenke iz predložne zveze. Obrazilo je pri takšnih tvorjenkah dvomorfemsko, in sicer predponsko-priponsko, predmetnopomenska beseda v skladenjski podstavi pa je obvezno v predložnem sklonu. 

## Izpeljava pridevnikov
Pridevnike izpeljujemo zlasti iz:
- samostalniških besed: brat-ov, pav-ji, rib-ji, dež-even, prehlaj-en, čebul-ast;

Na podstave moškega in srednjega splola, ki se končujejo na j, č, š, ž, dž, namesto priponskega obrazila -ov, dodamo priponsko obrazilo –ev (npr. kovač-ev, mož-ev, Kettej-ev, za razliko od brat-ov, bolnik-ov). Podstavam ženskega spola dodajamo obrazilo -in (sestr-in), včasih pred to obrazilo dodamo -j-, in sicer pri tistih samostalnikih, ki tak -j dobijo tudi v rodilniku množine (Klia – Klij, Klijin), oz. pri tistih, ki se sklanjajo s končnicami -0, osnova pa se jim končuje na samoglasnik (Maryj-in). Kadar tvorimo pridevniški svojilni zaimek, za podstavo vzamemo rodilniško obliko zaimka (njega - -ov > njego-ov). Pri priponskem obrazilu -ski moramo biti pozorni na izglasje podstave: če je le-to soglasniško, dodamo priponsko obrazilo -ski (maribor-ski), razen v primeru, ko imamo v izglasju podstave soglasnike k, g, h, c, z, s, č, ž – tedaj se ti soglasniki zamenjajo s š, v obrazilu pa izpade s (bolnik  –  *bolnišski – bolniš-ki).
- glagolov: der-oč, voz-en, spoštov-an, gugal-en, prenos-en;
- prislovov: letoš-nji, enkrat-en;
- pridevniških besed: prid-ka-n, drob-čka-n, bled-ičen, laž-ji, bratov-ski, oljn-at.

Pri izpeljavi pridevnika iz pridevnika gre vedno za modifikacijsko izpeljanko. Pomensko torej zaznamujejo neko manjšalnost/ljubkovalnost, večalnost, približevanje, podobnost, ipd.
Toporišič tudi v primeru izpeljave pridevnikov omenja izpeljanke iz predložne zveze (pri Vidovičevi tvorjenke iz predložne zveze).

## Izpeljava glagolov
Glagole izpeljujemo predvsem iz:
- samostalniških besed: gub-ati, goljuf-ati, berač-iti, gosl-ati, gobc-ati, golobčk-ati se (priponsko-poponski glagol, ker ima pripono in popono);
- pridevniških besed: sladk-ati, mehč-ati, boleh-ati, ljubk-ovati;
- medmeta: čof-ati, hehe-tati, žvrg-oleti, frl-eti;
- glagola (v tem primeru gre za modifikacijske izpeljanke).

V primeru modifikacijskih glagolskih izpeljank ločimo dva tipa izpeljave glede na to, kam se razvršča priponsko obrazilo: 
a) tvorba nedovršnikov iz dovršnikov
Priponsko obrazilo se razvršča pred obrazilo glagolske oblike, pred -ti (Vidovič Muha 2011, str. 70). Vidovičeva v tem primeru govori o izrazno nesamostojnem priponskem obrazilu.
Primer: [večkrat] določiti > določ-a-ti , doživeti > doživ(lj)-a-ti 
b) modifikacije z imenskimi morfemi
Priponsko obrazilo se razvršča pred vidski morfem, glagolsko pripono (Vidovič Muha 2011, str. 71).
Primer: [nekoliko brcati] > brc-lja-ti, stopiti > stop-ica-ti
Izpeljujemo lahko tudi glagole s poponami. Slednje so lahko zaimenske (kronati ga, mahniti jo, razbiti se, privoščiti si) ali predložne (iti skozi, seči po).
Toporišič omenja tudi izpeljevanje iz predložne zveze, enako kot v primeru samostalnika in pridevnika, bi Vidovičeva takšne tvorjenke poimenovala tvorjenke iz predložne zveze (npr. diskreditirati < spraviti ob kredit).

## Izpeljava prislovov
Prislove izpeljujemo zlasti iz:
- samostalniške podstave: grič-ema, skok-oma;
- pridevniške podstave: tih-oma, prv-ič, poslednj-ič, lep-o;
- glagolske podstave: sed-e, oprim-ši, skriv-oma.

Toporišič omenja tudi prislove iz predložnozvezne podstave (na-pot-i, z-dom-a, po-čas-i, na-drobn-o, z-lep-a).